# 83600 Yuchunshun
83600 Yuchunshun este un asteroid din centura principală de asteroizi.

## Descriere
83600 Yuchunshun este un asteroid din centura principală de asteroizi. A fost descoperit pe 25 septembrie 2001 la Observatorul Desert Eagle de William Kwong Yu Yeung. Asteroidul prezintă o orbită caracterizată de o semiaxă mare de 2,98 ua, o excentricitate de 0,15 și o înclinație de 0,4° în raport cu ecliptica.